# レクイエム変ロ長調 (ミヒャエル・ハイドン)
レクイエム変ロ長調 MH 838は、ミヒャエル・ハイドンが作曲した4声の独唱、4声の合唱とオーケストラのための声楽曲である。

## 概要
2曲あるミヒャエル・ハイドンのレクイエムのうち、その2番目のレクイエムである
。
作曲者の死去のため、未完成である。
モーツァルトのレクイエムは、シュラッテンバッハ・レクイエム

から影響を受けていることが
知られているが、このミヒャエル・ハイドンの未完成のレクイエムは、曲の構成面で、逆にモーツァルトのレクイエムから影響を受けている
(例えば、キリエでの2重フーガの使用など)。
グンター・クロネッカー(Gunther Kronecker 1803–1847)による補作版が存在する。

## 作曲の経緯
マリア・テレジアの委嘱によりハプスブルク家のために作曲されたが、その委嘱理由についてはよくわかっていない
。
作曲者の手によって完成されたのは1曲目の「入祭唱とキリエ」までである。続唱はディエス・イレエの最初、
草稿の44ページ目まで書かれたところで中断されており、以降は作曲者の死により作曲されなかった。
1806年8月13日に行われたミヒャエル・ハイドンの葬儀で初演された。
この際、未完成部分はシュラッテンバッハ・レクイエムで補って
演奏されたが、後の1839年になって、グンター・クロネッカーが不足部分を補作した。

## グンター・クロネッカーによる補作版
クロネッカーによる補作版はシュラッテンバッハ・レクイエムの影響を受けており、
リコルダーレとドミネ・イエズでは完全な引用が聞かれる。
その他にも、モーツァルトのレクイエム、クレムスミュンスター(オーストリア南部の町)の
ベネディクト会神父ゲオルク・パステルヴィッツ
(Georg Pasterwiz, 1730-1803)作曲のレクイエム(1793年頃ヴィーンで完成。近年までミヒャエル・ハイドンの作品と考えられてきた)の引用も見られる。
その他にも、「Cum sanctis tuis」で再びキリエの2重フーガを用いるなど、
モーツァルトの「レクイエム」からの影響が見られる。
それ以外に、クロネッカーはシューベルトから影響を受けており、民謡風の旋律が特徴的である。

## 編成
- ソプラノ独唱
- アルト独唱
- テノール独唱
- バス独唱
- 混声合唱(ソプラノ、アルト、テノール、バス)
- オーボエ2
- ファゴット2
- ホルン2
- トランペット2
- トロンボーン3(アルト1、テノール1、バス1)
- ティンパニ
- 弦5部
- オルガン

## 演奏時間
クロネッカーによる補作版の場合、約50分。

## 初演
1806年8月13日、作曲者の葬儀にて初演。

## 曲の構成
用いられているテクストはモーツァルトのレクイエムと同じで、伝統的な構成によっている。

### 入祭唱とキリエ
イントロイトゥス(入祭唱) - アダージョ 変ロ長調 3/4
ソプラノ独唱と合唱
キリエ - ヴィヴァーチェ・モルト 2/2 - ラルゴ 2/2
合唱による2重フーガ 

### セクエンツィア(続唱)
ディエス・イレエ(怒りの日) - マエストーゾ 変ロ長調 4/4
ソプラノ独唱、アルト独唱と合唱 
リベル・スクリプトゥス - アンダンテ 3/4
アルト独唱、テノール独唱、バス独唱 
unde mundus judicetur(アンダンテの部分に入って21小節目)までが作曲者自身の筆によって残されている部分である。
レクス・トレメンドゥス(畏き御稜威の大王)
合唱
リコルダーレ(思い出し給え)
4声の独唱と合唱
コンフュターティス(呪われしもの)
合唱
ラクリモーザ(涙の日)
合唱

### オッフェルトリウム(奉献唱)
ドミネ・イエズ(主イエス)
4声の独唱、合唱
ホスティアス(賛美のいけにえ)
4声の独唱、合唱

### サンクトゥス(聖なるかな)
ソプラノ独唱、アルト独唱、合唱

### ベネディクトゥス
4声の独唱、合唱

### アニュス・デイと聖体拝領唱
アニュス・デイ(神の子羊)
ソプラノ独唱、アルト独唱、バス独唱、合唱
ルクス・エテルナ(永遠の光)
ソプラノ独唱、合唱
クム・サンクティス・トゥイス(聖者たちとともに)
合唱

## 注
1. ↑  かつてミヒャエル・ハイドン作曲のレクイエムは3曲あると考えられていたが、そのうちの1曲は、
ゲオルク・パステルヴィッツの手によることが近年明らかにされた。したがって、ミヒャエル・ハイドンによるレクイエムは
2曲しかない。
2. ↑  ミヒャエル・ハイドンが1771年に作曲したハ短調のレクイエムの通称